# 小臣
小臣，先秦时期的官职名，也叫少臣。商代时，一些出身卑微的奴仆、战俘在君主身边执役，被君主赏识而得到要职，掌管占卜、祭祀、田猎、征伐甚至监督众人耕田，就称为“小臣”。
伊尹、傅说都是小臣。小臣的权利都很大，小臣并不只局限于出生地位低下的人，例如武丁的女儿子妥也曾担任“小臣”。甲骨文卜辞中有商王命令小臣带兵打仗的记载，商代金文中亦有小臣受赏赐的记载。著名的青铜器小臣艅犀尊銘文中即有記載小臣相關事蹟。到了西周中期以后，小臣指职位低下的小吏。